# Theater Neumarkt Zürich
Das Neumarkt (vormals Theater Neumarkt bzw. Theater am Neumarkt) ist ein 1966 gegründetes Ensembletheater am gleichnamigen Platz in der Altstadt von Zürich.
Der flexibel nutzbare Theatersaal des Neumarkts bietet, je nach Raumsituation, bis zu 170 Zuschauern Platz. Eine kleine Nebenspielstätte, nach ihrer Lage Chorgasse genannt, verfügt über bis zu 40 Plätze. Rechtsträger des Theaters ist die Theater am Neumarkt AG, die mehrheitlich im Besitz von Stadt und Kanton Zürich ist.

## Geschichte
Das an den Bilgeriturm angebaute Haus Neumarkt 5 in Zürich, in dem heute das Theater untergebracht ist, wurde 1742 von David Morf für die Zunft der Schuhmacher errichtet beziehungsweise umgebaut, aber nur etwa 50 Jahre als Gesellschaftshaus genutzt. Nach der Französischen Revolution wurde das Haus verkauft, beherbergte bis 1877 eine Töchterschule und ging 1888 in den Besitz des deutschen Arbeiterbildungsvereins Eintracht Zürich über, wo das Gebäude zu einem wichtigen Treffpunkt der Arbeiterbewegung in Zürich wurde. Unter anderem hielten sich Leo Trotzki und Wladimir Iljitsch Lenin, der während seines Zürcher Exils in der nahe gelegenen Spiegelgasse wohnte, hier immer wieder auf.
Im März 1921 wurde in dem Haus die Kommunistische Partei der Schweiz gegründet. 1933 kam es in den Besitz der Stadt Zürich. Von 1948 bis 1960 veranstaltete die Schwulenorganisation Der Kreis im Theatersaal des ehemaligen Restaurants «Eintracht» am Neumarkt 5 grosse festliche Anlässe. Auch heute ist neben dem Theater ein Restaurantbetrieb im Gebäude, das seit 1956 auch Sitz der Hottingerzunft ist. Für Zunftanlässe wird der Theatersaal zweimal im Jahr geräumt.
In den 1960er Jahren kam Bewegung in die Zürcher Theaterszene, die sich dem Modernen und Experimentellen langsam öffnete. 1965 wurde unter der Leitung der Verwaltungsabteilung des Zürcher Stadtpräsidenten im Haus ein Gastspielbetrieb eingerichtet. Am 12. Januar 1966 wurde das Theater am Neumarkt unter der künstlerischen Direktion von Felix Rellstab offiziell gegründet. Eröffnet wurde mit Das Gartenfest, dem Erstlingswerk des damals jungen tschechischen Autors und späteren Staatspräsidenten Václav Havel. Auf der Bühne agierten Silvia Mey, Nelly Rademacher, Irmgard Paulis, Martin Kempf, Mathias Gnädinger, Peter Oehme, Giovanni Früh, Hermann Brand, Paul Lohr und Meinhard Zanger. Schweizer Autoren (u. a. Walter Vogt) sowie Werke von Sławomir Mrożek, Harold Pinter, Samuel Beckett u. a. wurden aufgeführt. Eugène Ionesco, heute der meistgespielte französische Dramatiker ausserhalb Frankreichs, inszenierte sein Stück selbst.
1971 übernahm Horst Zankl die Direktion. Die revolutionäre Einführung eines Selbst- und Mitbestimmungssystems, bei dem alle Mitarbeiter des Theaters über den Spielplan und die Belange des Theaters abstimmten, machte das Haus im ganzen deutschsprachigen Raum bekannt. Zankl eröffnete seine Saison mit Peter Handkes Ritt über den Bodensee und brachte Fleisser, Kroetz, Valentin, Horváth, Walser und Weiss auf die Bühne.
Unter der Direktion von Luis Bolliger (1975 bis 1979) gab es zwölf Schweizer Erst- und Uraufführungen. Von 1979 bis 1983 leitete Helmut Palitsch das Theater. Auf dem Spielplan standen Brecht, Beckett, Horváth, Brasch und Ulrike Meinhofs Stück Bambule.

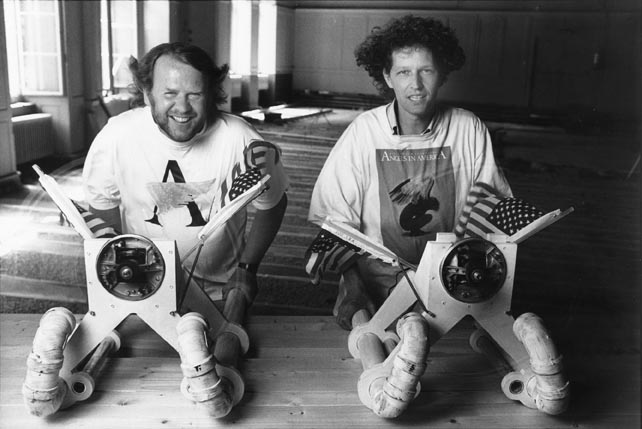
Volker Hesse und Stephan Müller (Regisseure), 1993 fotografiert von Monica Boirar

In den Jahren 1983 bis 1988 prägten Autoren aus der Schweiz, aus der DDR sowie Klassiker der Moderne den Spielplan. Unter der Direktion von Peter Schweiger etablierten sich Sonntagsmatineen zu laufenden Produktionen sowie zu aktuellem tagespolitischen Geschehen. Die deutsche Regisseurin Gudrun Orsky begann ihre Direktionszeit 1989. Sie eröffnete programmatisch mit Clara S. von Elfriede Jelinek. 1993 übernahmen Volker Hesse und Stephan Müller das Haus. Die Inszenierungen Top Dogs von Urs Widmer und Die Wahlverwandtschaften von Goethe fanden internationale Anerkennung und wurden zum Berliner Theatertreffen eingeladen.
Ab der Spielzeit 1999/2000 leiteten Crescentia Dünßer und Otto Kukla das Theater am Neumarkt. Sie präsentierten ein junges Ensemble mit jungen Regisseuren und Autoren. Die Produktionen Memory und Steinasche wurden nach Teheran und Stabat Mater/Unscheinbare Veränderungen nach Moskau und St. Petersburg eingeladen. Ab der Spielzeit 2004/2005 war Wolfgang Reiter Direktor. Neben der Pflege zeitgenössischer Dramatik fanden auch neue, insbesondere vom Musik- und Tanztheater inspirierte Formen ihren Platz im Spielplan.
Von 2008 an leiteten die beiden Schweizer Regisseure Barbara Weber und Rafael Sanchez das Theater Neumarkt. Neben den Co-Direktoren inszenierten seither u. a. Laurent Chétouane, Martin Kušej, Stephan Müller und Christoph Schlingensief. Von 2013 bis 2019 leiteten Peter Kastenmüller und Ralf Fiedler das Haus. Mit rund 18'000 verkauften Eintrittskarten lag das Theater laut NZZ in der Spielzeit 2014/2015 im Schnitt der letzten fünf Jahre. Die Inszenierung Jakobs Ross von Silvia Tschui (Regie: Peter Kastenmüller) wurde 2015 zum zweiten Schweizer Theatertreffen eingeladen, im Jahr 2019 Café Populaire von Nora Abdel-Maksoud. 2016 wurden dem Theater wegen einer Performance der Gruppe Zentrum für Politische Schönheit, die sich gegen Roger Köppel gerichtet hatte, für ein Jahr die Subventionen gekürzt um den Betrag der «Aufwendungen der kantonalen Stellen im Zusammenhang mit der umstrittenen Vorstellung». 800'000 Menschen hatten sich auf der während der Aktion eingerichteten Seite negativ zu Köppel geäussert. René Zeyer nannte die Performance in der Aargauer Zeitung den «absoluten Nullpunkt der Kunst», viele andere kritisierten und distanzierten sich, inklusive schlussendlich der Theaterleitung oder Stadtpräsidentin Corine Mauch.
In einem im 2016 von der NZZ publizierten vertraulichen Gutachten hatte der damalige Leiter der Theaterförderung die Schliessung des Standortes Neumarkt in der Altstadt vorgeschlagen zugunsten des Theaterhauses Gessnerallee. Ein neues Kulturförderungs-Konzept der Stadt wurde 2017/2018 erarbeitet. Per 1. Januar 2024 wurde darin eine weiterhin «kontinuierliche Förderung» für das Neumarkt festgehalten.
Seit Beginn der Spielzeit 2019/2020 leiten Hayat Erdoğan, Tine Milz und Julia Reichert das Haus als Kollektiv. Die Intendanz verschreibt sich einem erweiterten Theaterbegriff mittels drei neu begründeter Sparten: Theater, Playground und Akademie. Damit wird die Tradition des Hauses als Ensembletheater und Ort fürs künstlerische Experiment fortgeführt. Im Februar 2024 wurde bekannt, dass Mathieu Bertholet ab der Spielzeit 2025/26 die Leitung des Theaters übernehmen soll.
Im Dezember 2023 wurde bekannt, dass der Schauspieler Yan Balistoy dem Theater Neumarkt Antisemitismus vorwirft, da er sich durch dieses diskriminiert sieht.

## Direktion
- Felix Rellstab, 1966–1971
- Horst Zankl, 1971–1975
- Luis Bolliger, 1975–1979
- Helmut Palitsch, 1979–1983
- Peter Schweiger, 1983–1989
- Gudrun Orsky, 1989–1993
- Volker Hesse und Stephan Müller, 1993–1999
- Crescentia Dünsser und Otto Kukla, 1999–2004
- Wolfgang Reiter, 2004–2008
- Barbara Weber und Rafael Sanchez, 2008–2013
- Peter Kastenmüller und Ralf Fiedler, 2013–2019
- Hayat Erdoğan, Tine Milz und Julia Reichert, seit 2019
- Mathieu Bertholet ab der Spielzeit 2025/26[12]